# Секейруш (Агиар-да-Бейра)
Секейруш (порт. Sequeiros) — район (фрегезия) в Португалии, входит в округ Гуарда. Является составной частью муниципалитета Агиар-да-Бейра. Находится в составе крупной городской агломерации Большое Визеу. По старому административному делению входил в провинцию Бейра-Алта. Входит в экономико-статистический субрегион Дан-Лафойнш, который входит в Центральный регион. Население составляет 297 человек на 2001 год. Занимает площадь 12,92 км².
Покровителем района считается Святой Себастьян (порт. São Sebastião).